# Henriette Negrin
Adèle Henriette Negrin, (o Nigrin), (Fontainebleau, 4 de octubre de 1877 -  Venecia, 1965) fue una diseñadora de ropa y artista textil francesa. 

## Biografía
Sus padres eran Frédéric Albert Nigrin y Marie Juliette Brassart. Aunque Adèle era su primer nombre, siempre utilizó Henriette. Se casó con Jean Eusèbe León Bellorgeot el 12 de enero de 1897. Se divorciaron en 1902.
Henriette Negrin conoció a Mariano Fortuny y Madrazo en París a comienzos del siglo XX y, en 1902, se fue a vivir con él a Venecia en el Palazzo Pesaro degli Orfei, actualmente uno de los museos de la ciudad conocido como Palacio Fortuny.
Henriette Negrin y su esposo compartían el interés por las creaciones textiles. En particular, investigó pigmentos para el teñido de telas, aplicando ella misma los tintes a las plantillas de madera para la estampación. Desarrollaron una máquina cuya patente fue presentada en el Instituto Nacional de Propiedad Industrial  de París el 10 de junio de 1909. En una nota manuscrita realizada sobre una copia de la patente (copia conservada en la Biblioteca Marciana), Mariano Fortuny reconoce a su futura esposa como inventora de la máquina: "Ce brevet est de la propriété de Madame Henriette Brassart qui est l'inventor. J'ai pris ce brevet en mon nom pour l'urgence du dépôt". (Esta patente es propiedad de la Sra. Henriette Brassart, que es la inventora. He tomado esta patente en mi nombre por la urgencia del depósito).
La técnica de plisado es clave en el diseño del vestido Delphos, cuya creación Negrin confirmó como propia  en una carta a Elsie McNeill Lee, por entonces distribuidora exclusiva de las telas y vestidos de Fortuny en Estados Unidos.
Durante los 47 años de su vida junto a Mariano Fortuny, Henriette Negrin trabajó plenamente en los diseños textiles. Al quedar viuda, veló por la colección de arte de su esposo, donó obras a varios museos: el Museo del Prado, el Museo Nacional de Arte de Cataluña, el Museo de Reus y el de Calcografía Nacional en Madrid e hizo el inventario de los contenidos de su residencia. Donó el edificio a la ciudad de Venecia, que pasó a ser propiedad municipal tras su muerte en 1965.